# Pittsburská dohoda

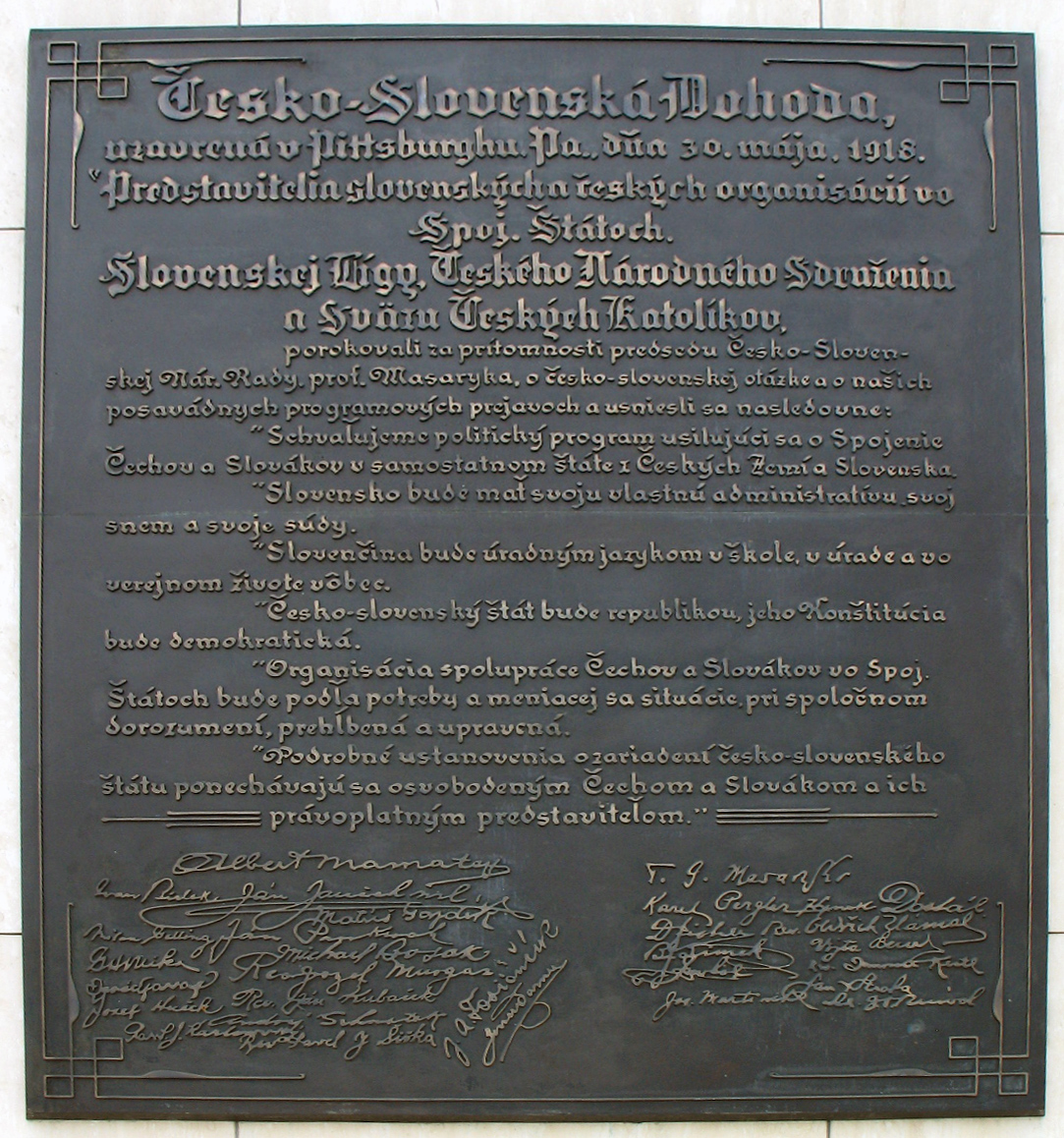
Památná deska s vyobrazením originálu dohody u památníku M. R. Štefánika v Bratislavě

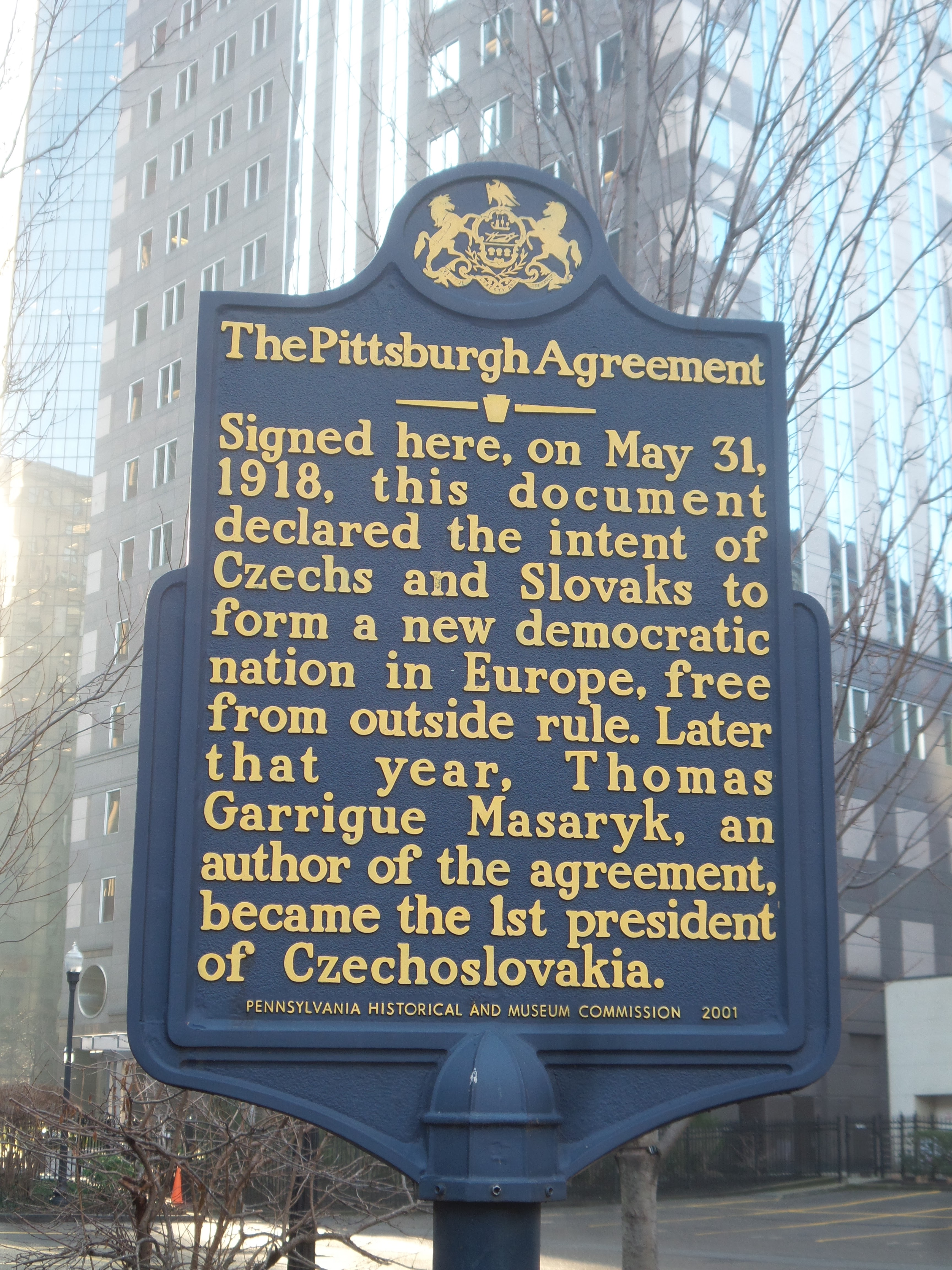
Pamětní cedule na parkovišti na místě budovy, kde byla Pittsburská dohoda sepsána

Pittsburská dohoda byla politická dohoda, kterou 30. května 1918 v americkém Pittsburghu podepsali zástupci Slovenské ligy v Americe, Českého národního sdružení a Svazu českých katolíků s Tomášem G. Masarykem, který také text dohody při této své návštěvě USA zformuloval.
Dohoda schvalovala spojení Čechů a Slováků v samostatném státě, v kterém mělo Slovensko mít svou samostatnou státní správu, parlament a soudnictví. I když ze slovenského pohledu obsahovala ústupky od hlavních požadavků Clevelandské dohody (z 22. října 1915), zaručovala Slovákům samosprávu a slovenštinu jako úřední a vyučovací jazyk. Na rozdíl od Clevelandské dohody ale už nemělo jít o federativní uspořádání státu ale o unitární republiku.
Pittsburská dohoda se po roce 1919 stala předmětem vnitropolitického zápasu o autonomii Slovenska. Někteří čeští politici ji zpochybňovali. Tak např. i sám její spoluautor a signatář Masaryk, který jako prezident samostatného státu tvrdil, že smlouva „není právně závazná“ a že se mělo jednat „pouze o lokální dohodu amerických Čechů a Slováků“.
Podle historičky Margaret MacMillanové čeští politici, především Masaryk, odmítali naplnit dohodu o autonomii Slováků (sněm, administrativa, soudy), jelikož nově založený stát byl křehký. Německá menšina (asi 3 mil.) byla totiž nespokojená podobně jako Slováci (asi 2,9 mil.). Obávali se, že autonomie pro Slováky by povzbudila obdobné nároky německé menšiny s nejasným následným vývojem a důsledky.
| „                       | Češi, kteří dominovali domácí politice, odmítali dát Slovensku tu autonomii, kterou Masaryk tak lehkomyslně rozdával v Pittsburgu, s odůvodněním, že Slováci ještě nejsou dostatečně zralí, aby si mohli vládnout sami. A snad ještě důležitější bylo, že nechtěli dávat záminku Němcům, Rusínům nebo Maďarům, kteří by mohli požadovat podobná práva. | “ |
| — Margaret MacMillanová | |   |

 Pittsburská dohoda
Česko-Slovenská Dohoda, uzavretá v Pittsburghu. Pa., dňa 30. mája 1918.
Predstavitelia slovenských a českých organisácií vo Spoj. Štátoch, Slovenskej Ligy, Českého Národného Sdruženia a Sväzu Českých Katolíkov, porokovali za prítomnosti predsedu Česko-Slovenskej Národnej Rady profesora Masaryka, o česko-slovenskej otázke a o našich posavádnych programových prejavoch a usniesli sa nasledovne:
- Schvaľujeme politický program usilujúci sa o Spojenie Čechov a Slovákov v samostatnom štáte z Českých Zemí a Slovenska.
- Slovensko bude mať svoju vlastnú administratívu, svoj snem a svoje súdy.
- Slovenčina bude úradným jazykom v škole, v úrade a vo verejnom živote vôbec.
- Česko-slovenský štát bude republikou. Jeho Konštitúcia bude demokratická.
- Organizácia spolupráce Čechov a Slovákov vo Spojených Štátoch bude podľa potreby a meniacej sa situácie, pri spoločnom dorozumení, prehĺbená a upravená.
- Podrobné ustanovenia o zariadení česko-slovenského štátu ponechávajú sa osvobodeným Čechom a Slovákom a ich právoplatným predstaviteľom.

 Albert Mamatey, Ján Janček ml., Milan Getting, Ján Pankuch, rev. Jozef Murgaš, rev. Ján Kubašek, Ondrej Schustek, T. G. Masaryk, Karel Pergler, Dr. L. Fisher, B. Simek, J. J. Zamrhal, Hynek Dostál, Vojta Beneš, rev. Inncent Kestl, Jan Straka, Ivan Bielek, rev. Oldř. Zlámal, Michal Bosák, H. H. Miko, Ignác Gessay, Jozef Karlovský, rev. Pavel Šiška, J. A. Ferienčík, Ivan Daxner, Josef Martínek